# 讨粤匪檄
《讨粤匪檄》是湘军將領曾國藩于1854年2月在湖南衡阳誓师征讨太平天国时发布的战斗檄文。標題中的粤匪指的是太平天國。曾國藩在檄文中抨擊太平天國毀滅中華傳統道德，相信西洋邪教，号召士大夫為维护名教和儒家而战斗。